# 목적론 (심리학)
목적론은 오스트리아 정신의학자인 알프레드 아들러가 창시한 개인심리학 이론의 핵심이다. 그에 대한 대표적인 예로 사람이  감정이나 기억을 특정한 목적을 달성하기 위해서 수단으로 선택해 이용한다는 것이 있다.
전체주의적 특징에서 개인은 생물학적으로 개체 보존과 종족 보존, 사회학적으로는 소속 심리학으로 개인은 소속이란 목표를 위해 행동한다는 전제가 깔려있다.

## 교육에서 나타나는 목적론
가정이나 교육시설 등의 교육에서 야단을 치는 경우가 이에 해당한다.
상대가 본인의 말을 잘 듣게 하기 위해 조종하려 한다거나 혹은 어떤것에 대해 일일이 말로 설명하기 귀찮아 쉽게 상대를 다루기 위한 목적으로'화'라는 감정을 동반한다는 것이다.

## 타인에 대한 핑계
개인심리학은 목적을 실현하기 위해 타인의 잘못으로 핑계를 대는 경우가 있다고 본다.
본인이 잘못한 것을 타인의 잘못으로 돌리기 위해 핑계를 대기 위한 기억을 꺼내 본인이 저지른 잘못을 타인의 잘못으로 돌리는 경우가 있다.

### 무능의 증명
타인에 대한 핑계는 개인심리학에서 나눈 문제 행동의 단계 중 "무능의 증명"에서도 나타난다.
무능의 증명은 소극적인 경향의 아이들이 사용하는 방법이다.
그 예로 아이의 "무능의 증명"을 들 수 있는데, 아이가 아무것도 하지 않으려고 함으로써
"내가 잘못된 것은 당신 탓"이라고 시위를 하며 복수의 목적을 달성하려 하는 것이다.

## 기타
상대방에게 주목받기 위하여(관심 끌기 위하여) 주의를 끄는것도 목적론에서 나타난다.

## 같이 볼 문서
- 미움받을 용기
- 원인론
- 기시미 이치로
- 지그문트 프로이트